# Bladeserver
Bladeserver er et serverchassis som indeholder flere bladeservere i samme chassis. Hver enkelt bladeserver er en selvstændig server, som han køre med sit eget operativsystem, og ofte bruges som en dedikeret server. Fordelen ved bladeservere frem for traditionelle servere er pladsforbrug, strømforbrug, oppetid og lettere administration. En anden meget benyttet måde at opnå samme fordele er ved hjælp af servervirtualisering.
| Hardware | Spire Denne artikel om computere og anden hardware er en spire som bør udbygges. Du er velkommen til at hjælpe Wikipedia ved at udvide den. |